# جعفرآباد (چاراویماق)
جعفرآباد یکی از روستاهای استان آذربایجان شرقی است که در دهستان قوری‌چای شرقی بخش مرکزی شهرستان چاراویماق واقع شده‌است...؟

## جمعیت
اهالی این روستا همه فامیل و برادر هستند با شهرت رستمی.
در این روستا بیش از۲۱ خانوار زندگی میکنند.
شغل اصلی مردم این روستا دامپروری و کشاورزی میباشد.

## میراث
دراین روستا دارای یک مسجد بزرگ  به نام  (مسجد حضرت ابوالفضل "علیه السلام" ) از قدیم الایام وجود داشت که با کمک خیرین و خادمین در سال ۹۷ بازسازی شد و حال با امکانات به روز سیستم صوتی و همچنین استفاده از سازه مستحکم در اختیار عزیزان در روستا میباشد.
شایان ذکر است که  امام جماعت این مسجد " حجت الاسلام والمسلمین حاج میرزا یاور رستمی " میباشد.

## طبیعت
از ویژگی های طبیعت و باغات این روستا میتوان به وجود باغ های میوه سیب و گردو اشاره نمود  و همچنین در فصل بهار در اطراف باغ ها با رویش گل سرخ محمدی عطر و بوی خاصی به این منطقه میبخشد. 
فصل بهار و تابستان در روستا بسیار دیدنی است طبیعت سرسبز ، آسمان پاک و عاری از دود و غبار ، آب و هوای خنک و مسرت بخش به زیبایی های این منطقه می افزاید.